# Die Teufelskurve
Die Teufelskurve (Originaltitel: The Devil’s Hairpin) ist ein US-amerikanischer Spielfilm aus dem Jahr 1957 von Cornel Wilde. Das Drehbuch verfasste James Edmiston. Als Vorlage diente ihm seine eigene Novelle. Die Hauptrollen sind mit Cornel Wilde, Jean Wallace, Mary Astor und Arthur Franz besetzt. Ins Kino kam das Werk erstmals am 4. Oktober 1957 in den Vereinigten Staaten. In der Bundesrepublik Deutschland konnte man den Film ab 18. April 1958 auf der Leinwand sehen. 

## Handlung
Der Film beginnt damit, dass der Rennfahrer Nick Jargin vor dem Beginn eines besonders schwierigen Rennens die Vergangenheit vor seinem geistigen Auge Revue passieren lässt: 
Durch seine extrem rücksichtslose Fahrweise hat sich Nick Jargin viele Personen zu Feinden gemacht, auch seinen Bruder Johnny. Seit er diesen einmal brutal über die gefürchtete Teufelskurve gejagt hatte, ist Johnny körperlich und seelisch am Ende. Selbst Mrs. Jargin will aus diesem Grunde nichts mehr von ihrem Sohn wissen. Als Nick vom Rennsport genug hat, zieht er sich zurück und kümmert sich fast nur noch um seine gut florierende Bar im Süden Kaliforniens. Dort wird er eines Tages von dem Sportjournalisten Mike Houston aufgesucht. Von ihm erfährt Nick, dass Botari, der neue Weltmeister im Sportwagenrennen, in wenigen Tagen auf der Malibu-Strecke starten werde. Nick solle doch ein Comeback versuchen. Der aber winkt ab.
Tags darauf liest Nick in der Zeitung, dass auch er an den Start gehen werde. Es dauert nicht lange, bis er von vielen Seiten bestürmt wird, darunter auch von Danny Rhinegold, seinem früheren Chef, zu dessen Rennstall jetzt auch Botari gehört. Weil sich Nick aber immer noch nicht erweichen lässt, versuchen es Rhinegold und Houston mit einer List: Sie provozieren am Nebentisch einen Streit und im Zorn verspricht Nick, die Differenzen auf der Rennbahn auszutragen.
In wenigen Minuten soll das Startzeichen gegeben werden. Nick ist besorgt, weil er die Bitte seiner Freundin, ihn endlich zu heiraten, zurückgewiesen hat. Ihm ist eine lose Bindung lieber als die Ehe. Deshalb hat sich Kelly von ihm losgesagt. Sie will jetzt wieder in ihrem erlernten Beruf als Gymnastiklehrerin arbeiten.
Das Rennen beginnt. Kelly und Nicks Mutter wollten zwar die Veranstaltung meiden, weilen jetzt aber doch unter den Zuschauern. Zwischen den beiden Favoriten entbrennt ein harter Zweikampf. Nick bietet sich die Chance, an der gefährlichen Teufelskurve Botari abzudrängen, allerdings könnte dies auch dessen Tod bedeuten. Weil er diese Schuld nicht auf sich laden möchte, lässt er Botari vorbeifahren. Zunächst scheint es so, als gewönne nun Botari das Rennen; doch in letzter Sekunde gelingt es Nick, seinen Rivalen zu überholen. Nick fährt als erster ins Ziel.
Durch Nicks faires Verhalten auf der Piste hat er seine bisherigen Feinde zu Bewunderern gemacht. Selbst Kelly und seine Mutter verzeihen ihm. Nun ist es Nick, der Kelly bittet, ihn zu heiraten. Nachdem er ihr versprochen hat, sich endgültig vom Motorsport loszusagen, will sie gerne seine Frau werden.

## Ergänzungen
Die Bauten wurden von den Filmarchitekten Hal Pereira und Hilyard M. Brown entworfen. Die Szenenbildner Sam Comer und Grace Gregory waren für die Ausstattung verantwortlich. Edith Head steuerte die Kostüme bei.

## Kritik
Das Lexikon des Internationalen Films zieht folgendes Fazit: „Durch rasante Autorennszenen in Spannung gehaltenes Melodram eines eitel egozentrischen Meisterfahrers. […] Cornel Wilde, Regisseur und Hauptdarsteller, läßt nichts aus, um routiniert als erster durchs Ziel zu gehen.“

## Quelle
- Programm zum Film: Das Neue Film-Programm, erschienen im gleichnamigen Verlag in Mannheim, ohne Nummernangabe